# Juan Pérez Berrocal
Juan Pérez Berrocal (Málaga, 25 de mayo de 1898 - Santiago de Chile, 31 de enero de 1988) fue un actor, guionista y director de cine y teatro chileno de origen español. Destacó además, como libretista y actor radial, periodista, empresario teatral, profesor de actuación y director de noticiarios. Es considerado uno de los más importantes directores y actores del cine mudo chileno, y por ser pionero en el intento por sonorizar películas chilenas.

## Biografía
Oriundo de Málaga, España, su familia se embarcó hacia Chile en 1908, arribando al puerto de Talcahuano, donde vivió hasta que la familia se muda a la ciudad de Talca. Actor autodidacta, en 1915 debutó en el teatro profesional en la compañía de Nicanor de la Sotta. Luego se incorporó a la compañía teatral de Arturo Mario y María Padín, quienes incursionaron en el cine encargándole a Pérez el papel del bandido Neira en la película Manuel Rodríguez, (1920). En 1925, el director Alberto Santana lo incorporó al elenco de su película Mater Dolorosa y le dio el papel protagónico del corto humorístico Las aventuras de Juan Penco Boxeador. Ese mismo año, el productor Bartolomé Giraudo lo contrató para dirigir Canta y no llores, corazón, donde además se encargó del guion y actuó, junto a su esposa la actriz Clara del Castillo, quien protagonizó el filme. En 1926, dirigió Destino, y tras el fracaso de esa película, Pérez Berrocal retornó a Antofagasta, donde escribió, dirigió y actuó en la película Vergüenza. Posteriormente, se dedicó a la realización de noticiarios y documentales por encargo. En 1930, la productora Page Bros, le encargó a Juan Pérez la dirección de Canción de Amor, primer intento de cine sonorizado por sistema de discos sincronizados en el país. En 1939, dirigió el largometraje Hombres del sur, película con severos problemas técnicos, especialmente de sonido. En las décadas siguientes y hasta su día de vida, trabajó en radio, teatro y periódicos, y fue dirigente gremial de la Sociedad de Autores Teatrales. En 1966 recibió el Premio Anual de Labor Teatral, otorgado por la Universidad de Chile. En 1982, publicó en Lima sus memorias.
Falleció el 31 de enero de 1988, en Santiago de Chile, a los 89 años de edad.

## Filmografía
| Película                                    | Como director | Como guionista | Como actor |
| ------------------------------------------- | ------------- | -------------- | ---------- |
| Manuel Rodríguez (1920)                     |               |                | X          |
| Mater dolorosa (1925)                       |               |                | X          |
| Las aventuras de Juan Penco Boxeador (1925) |               |                | X          |
| Canta y no llores, corazón (1925)           | X             | X              | X          |
| Destino (1926)                              | X             |                | X          |
| Vergüenza (1928)                            | X             | X              | X          |
| Canción de amor (1930)                      | X             | X              |            |
| Hombres del sur (1939)                      | X             | X              | X          |
| Tierra quemada (1968)                       |               |                | X          |
| La Araucana (1970)                          |               |                | X          |
| El afuerino (1971)                          |               |                | X          |
| Con el santo y la limosna (1971)            |               |                | X          |